# Бел Кауфман
Бел Ка́уфман (англ. Bel Kaufman; при народженні Бе́лла Миха́йлівна Ко́йфман; нар.10 травня 1911 року, Берлін — пом.25 липня 2014, Нью-Йорк) — американська письменниця та педагог єврейського походження. Онука (по материній лінії) класика єврейської літератури Шолом-Алейхема.

## Біографія
Бел Кауфман — донька письменниці Лялі Кауфман, онука письменника Шолом-Алейхема. Її дитинство минуло в Одесі. З 1926 — в еміграції у США. 1921 року одеський журнал «Дзвіночки» надрукував її перший літературний твір — поему «Весна». У США почала публікації з журналу для чоловіків «Есквайр» (для цього довелося скоротити ім'я: від Bella до Bell.
Міжнародна популярність прийшла до письменниці з публікацією в 1964 році роману «Вгору сходами, що ведуть униз» — «Up the down staircase» (тираж — 7 млн примірників). Потім був роман «Кохання, і так далі» — «Love, etc».
Бел Кауфман активно пропагує творчість свого дідуся Шолома-Алейхема (щорічні «Шолом-Алейхемовські читання»). Її чоловік Сідней Глак — президент «Фонду Шолом-Алейхема», під егідою якого відбуваються фестивалі в пам'ять видатного єврейського письменника (2005 року — в Києві, наступні роки — в Парижі, Празі…).
У будинку Бел Кауфман на книжковій поличці стоять поруч два томика — книги Шолома-Алейхема і Тараса Шевченка.

## «Вгору сходами, що ведуть униз»
Книжка, дуже незвична за формою і водночас зрозуміла кожному. Цей роман складається з папірців, нібито знайдених у сміттєвому кошику, переписок на шкільній дошці, уривків щоденника, безглуздих директив, звітів, оголошень та планів уроків.
Ця мішанина голосів творить кумедну і зворушливу історію про молоду недосвідчену вчительку-ідеалістку, яка прагне змінити життя своїх учнів. І про учнів, яким, як і їхній наставниці, треба ще вижити в бюрократичному хаосі та безглуздій жорсткості системи освіти. Чи готова міс Баррет боротися за кожного свого учня? Як захистити підлітків від наркотиків, расових упереджень, криміналу? І чи знайдеться у цій історії місце для любові? І якщо так, то для якої?.

## Українські переклади
- Вгору сходами, що ведуть униз / Бел Кауфман ; пер. з англ. І. Серебрякова. — Львів: Видавництво Старого Лева, 2020. — 472 с. — ISBN 978-617-679-556-8.